# Сухий Кагарлик (річка)
Сухий Кагарлик — річка в Україні, у Кагарлицькому й Миронівському районах Київської області. Ліва притока Росави II (басейн Дніпра).

## Опис
Довжина річки 20 км, похил річки — 1,6 м/км. Площа басейну 80,7км².

## Розташування
Бере початок на південному заході від Великих Пріцьків. Тече переважно на південний захід через Бурти і у селі Зеленьки впадає у річку Росаву II, ліву притоку Росави.
Населені пункти вздовж берегової смуги: Оріхове, Кадомка.